# Halotolérance
Un organisme halotolérant est un organisme capable de s'adapter à de très fortes concentration en sel mais qui n'en a pas besoin pour vivre, contrairement aux halophiles.
La plupart des halotolérants sont des bactéries et des algues unicellulaires mais pas seulement, il existe aussi des plantes et des champignons halotolérants. Ils peuvent s'adapter à ces conditions en fabriquant de petites molécules en très grandes quantités, telles que du glycérol, molécules qui s'accumulent au cœur des cellules. La concentration des molécules dissoutes devient égale à la concentration de chlorure de sodium (NaCl) dans le milieu environnant. L'eau ne s'échappe plus des cellules et les conditions biochimiques ne sont pas inhibées.
Par exemple, Staphylococcus aureus est une bactérie à Gram+  qui est halotolérante. On peut la cultiver sur des milieux à fortes concentrations en sel. Notamment le milieu de Chapman (voir gélose Chapman) qui est a une concentration en NaCl de 75 g/L, un peu plus du double de celle de la mer 35 g/L.